# Zigong
Zigong, tidigare stavat Tzekung, är en stad på prefekturnivå i Sichuan-provinsen i sydvästra Kina. Den ligger omkring 160 kilometer söder om provinshuvudstaden Chengdu.
Staden är känd för att ha varit ett viktigt centrum för salthandeln i det gamla Kina.
1987 öppnades Zigongs dinosauriemuseum, där man kan beskåda fossiler från Omeisaurus, Gigantspinosaurus, Yangchuanosaurus hepingensis, Huayangosaurus och Xiaosaurus.

## Administrativ indelning
Staden är indelad i fyra stadsdistrikt och två härad:
| Karta         | Karta     | Karta     | Karta        | Karta                    | Karta     | Karta                      |
| ------------- | --------- | --------- | ------------ | ------------------------ | --------- | -------------------------- |
|               |           |           |              |                          |           |                            |
| Nr            | Namn      | Kinesiska | Pinyin       | Befolkning (2004 uppsk.) | Yta (km²) | Befolknings- täthet (/km²) |
| Stadsdistrikt |           |           |              |                          |           |                            |
| 1             | Ziliujing | 自流井区  | Zìliújǐng qū | 330 000                  | 154       | 2 143                      |
| 2             | Da'an     | 大安区    | Dà'ān qū     | 440 000                  | 401       | 1 097                      |
| 3             | Gongjing  | 贡井区    | Gòngjǐng qū  | 300 000                  | 408       | 735                        |
| 4             | Yantan    | 沿滩区    | Yántān qū    | 390 000                  | 468       | 833                        |
| Härad         |           |           |              |                          |           |                            |
| 5             | Rong      | 荣县      | Róng xiàn    | 690 000                  | 1 609     | 429                        |
| 6             | Fushun    | 富顺县    | Fùshùn xiàn  | 1 000 000                | 1 333     | 750                        |

## Klimat
Genomsnittlig årsnederbörd är 1 341 millimeter. Den regnigaste månaden är juli, med i genomsnitt 266 mm nederbörd, och den torraste är december, med 17 mm nederbörd.